# Audre
Audre är ett släkte av fjärilar. Audre ingår i familjen Riodinidae.

## Dottertaxa tillAudre, i alfabetisk ordning[1]
- Audre affinis
- Audre albimaculata
- Audre albinus
- Audre albofasciata
- Audre almironensis
- Audre antaeus
- Audre arenarum
- Audre aurinia
- Audre campestris
- Audre catamarquense
- Audre chilensis
- Audre cinericia
- Audre cisandina
- Audre colchis
- Audre cosquinia
- Audre domina
- Audre dovina
- Audre drucei
- Audre epulus
- Audre erostratus
- Audre erycina
- Audre gauchoana
- Audre guayapensis
- Audre guttata
- Audre hippodice
- Audre hubrichi
- Audre ina
- Audre incana
- Audre indistincta
- Audre insularis
- Audre mesopotamica
- Audre middletoni
- Audre minuscula
- Audre montana
- Audre notialis
- Audre ochracea
- Audre pasquita
- Audre philene
- Audre phyciodes
- Audre precaria
- Audre propitia
- Audre signata
- Audre similis
- Audre susanae
- Audre theodora
- Audre umbrata
- Audre zachaeus